# Варгаши (станция)
Варгаши́ — железнодорожная станция Транссиба в посёлке Варгаши Курганской области.
Станция обслуживает как пассажирские, так и грузовые перевозки.

## История
В 1894 году построена линия Курган—Омск, ставшая впоследствии частью исторического маршрута Транссиба.
В 1896 открыта станция Варгаши.
23 августа 1919 года красноармейцы 37-го стрелкового полка 5-й стрелковой дивизии освободили ст. Варгаши от белогвардейских войск (48-й Туринский полк, Челябинская казачья сотня, бронепоезд «Кондор»). Возле переходного моста через железную дорогу расположено захоронение красноармейцев, погибших при освобождении станции. Они были погребены в сквере возле вокзала, снесённого в 2001 году. Это санитар 6-й роты Семенов Дмитрий Яковлевич, уроженец пермского завода Мотовилиха и пулемётчик Гладких Михаил, уроженец Вятской губернии, Каминского уезда, Васильевской волости, посёлка Беляковский.

## Переход через пути
Переход через пути осуществляется по железобетонному пешеходному мосту со спуском на островную платформу.

## Пригородное сообщение
Осуществляется, большей частью, электропоездами:
- Макушино (4 пары электропоездов в день).
- Петухово (1 пара электропоездов в день).

## Дальнее сообщение

### Круглогодичное движение поездов
| № поезда | Маршрут движения       | № поезда | Маршрут движения       |
| -------- | ---------------------- | -------- | ---------------------- |
| 11       | Владивосток — Самара   | 12       | Самара — Владивосток   |
| 89       | Петропавловск — Москва | 90       | Москва — Петропавловск |
| 127      | Красноярск — Адлер     | 128      | Адлер — Красноярск     |

### Сезонное движение поездов
| № поезда | Маршрут движения    | № поезда | Маршрут движения    |
| -------- | ------------------- | -------- | ------------------- |
| 243      | Новокузнецк — Анапа | 244      | Анапа — Новокузнецк |